# Esteban Gabriel Merino
Esteban Gabriel Merino, Santisteban del Puerto, 1492 - Roma, 4 d'agost de 1535. Cardenal de San Vital (1530-1534) i de Sant Joan i Sant Pau (1534-1535) a Itàlia. Arquebisbe de Bari (1513-1535). Bisbe de Lleó (1517-1523) Bisbe de Jaén (1523-1535).
La seva família era natural de Lleó i va arribar a Jaén a causa de ser el seu pare soldat a les tropes del comte de Santisteban per servir al rei de Castella a les seves lluites contra els sarraïns de Granada. Orfe de pare molt jove, va ser instruït per un sacerdot que li va aconsellar la seva marxa a Roma, on va viatjar l'any 1490 a estudiar teologia. Va estar després onze anys a les milícies dels famosos terços d'Espanya, participant en les campanyes de Flandes i Alemanya entre els anys 1492 i 1496.
El 1507 és ardiaca de la catedral de Baza.
El papa Lleó X li nomena el 1513 arquebisbe de Bari i el 1517 bisbe de Lleó. Va ser el papa Climent VII l'any 1523 quan el va nomenar bisbe de Jaén, la catedral d'aquesta ciutat amenaçava ruïna, de manera que va demanar al papa que concedís una butlla per a aconseguir donacions per a la seva reedificació. Una vegada promulgada la butlla, va contractar a l'arquitecte Andrés de Vandelvira per a dur a terme les obres de la Catedral de Jaén.
L'any 1530 se li concedeix el títol de cardenal de Sant Vital pel mateix papa, assistint amb aquest càrrec a la coronació de Carles V. El 1534 és el papa Pau III el que li dona el títol de cardenal de Sant Joan i Sant Pau.
Fou un gran defensor d'Erasme de Rotterdam.
El seu sepulcre es troba a l'església de Santa Maria de Montserrat dels Espanyols a Roma.